# Malvina Reynolds
Malvina Reynolds (* 23. August 1900 in San Francisco als Malvina Milder; † 17. März 1978 Berkeley) war eine US-amerikanische Sängerin, Komponistin und politische Aktivistin.
Einer ihrer bekanntesten Songs ist Little Boxes, der in der Fernsehserie Weeds – Kleine Deals unter Nachbarn als Titelmusik gespielt wurde.

## Leben
Sie kam als Kind der jüdischen und sozialistischen Immigranten David Milder (1876–1944) und Lizzy, geborene Shenson (1886–1947) auf die Welt. Sie heiratete 1934 den Tischler William Reynolds (* 1894), einen kommunistischen Funktionär. 1935 bekamen sie die Tochter Nancy. Malvina Reynolds erwarb die akademischen Titel Bachelor of Arts und Master of Arts an der Universität von Berkeley und erwarb im Jahr 1938 dort auch einen Doktortitel.
Obwohl sie mit etwa zwanzig Jahren in einer Tanzkapelle Violine spielte, begann ihre Karriere als Komponistin erst später. Sie war  Ende 40, als sie Earl Robinson, Pete Seeger und andere Volkssänger und Singer-Songwriter traf. Sie kehrte zur Universität Berkeley zurück, wo sie Musiktheorie studierte. Sie begann, einige populäre Lieder, einschließlich „Little Boxes“ zu schreiben (ein Lied über das Vorstadtleben, angeblich inspiriert von Daly City in Kalifornien), „What Have They Done to the Rain“, aufgenommen von The Searchers (über radioaktiven Niederschlag), „It Isn’t Nice“ (eine Hymne, die die Bürgerrechte behandelt), „Turn Around“ (gesungen von Harry Belafonte), und „There’s a Bottom Below“ (über Depressionen). Reynolds war auch eine Komponistin von Kinderliedern; z. B. „Magic Penny“ oder „Morningtown Ride“, ein Nummer-eins-Hit in Großbritannien im Dezember 1966, aufgenommen von The Seekers.
Es existieren  zwei Zusammenfassungen ihrer Musik auf CD, beide vom Smithsonian Folkways Verlag: „Another County Heard From“ (Folkways 02524) und „Ear to the Ground“ (Smithsonian Folkways 40124).

## Anekdoten
Malvina Reynolds sagte einmal über ihr bekanntestes Lied Little Boxes: „Ich wurde einmal als ‚die Frau, die so viele Songs geschrieben hat, dass sie jeden Tag vor dem Frühstück wohl schon ein Lied komponiert haben muss‘, vorgestellt. Das stimmte zwar nicht, aber ich entschloss mich, mal ein Lied vor dem Frühstück zu schreiben - und heraus kam Little Boxes.“
Pete Seeger beschreibt seine erste Begegnung mit Malvina Reynolds: „Es war 1947, bei einem Folkmusikfestival in Los Angeles – eine Frau mittleren Alters fragte mich, ob sie mich sprechen könne. ‚Worum geht es?‘ fragte ich. – ‚Nun ja, es erfordert mehr Zeit, als wir hier haben.‘ Am nächsten Tag besuchte sie den Ort, wo ich und meine kleine Familie untergekommen waren und sagte: ‚Ich versuche, das zu tun, was du machst – für die Gewerkschaft, für Leute zu singen, die versuchen, etwas zum Guten zu verändern – in ihrer kleinen Ecke der Welt.‘ Ich sagte: ‚Nun, du wirst sicher nicht reich dabei, aber du triffst jede Menge wundervoller Menschen.‘ Ich erklärte ihr vermutlich, dass sie zum Telefon greifen solle, wenn sie in den Zeitungen über etwas interessantes Laufendes lesen würde und denen dann sagen solle, dass sie das Lied hätte, das zu ihrem Treffen passt. Sie war damals 46 oder 47 und hatte wundervolle weiße Haare. Ich war 28. Ich erinnere mich, dass ich dachte: ‚Oha, sie ist ja schon ganz schön alt, um jetzt erst anzufangen.‘ Aber ich hatte noch viel zu lernen: bald danach schrieb sie ein Lied nach dem anderen!“ (Auszug aus einem Brief vom 13. Februar 2006)

## Diskografie

### Alben
- 1960: Another County  Heard From, (Folkway Records). CD-Neuauflage 2000.
- 1967: Malvina Reynolds Sings the Truth, (Columbia Records).
- 1970: Artichokes, Griddle Cakes, and Other Good Things, (Pacific Cascade).
- 1971: Malvina Reynolds, (Century City Records). LP-Neuauflagen 1977 bei Cassandra Records, Love Records als West Coast Woman
- 1972: Malvina, (Cassandra Records)
- 1973: Funny Bugs, Giggleworms and Other Good Friends, (Cascade Records). Mit Nancy Raven.
- 1975: Held Over, (Cassandra Records).
- 1978: Magical Songs, (Cassandra Records).
- 1980: Mama Lion, (Cassandra Records, Amigo)
- 2000: Ear to the Ground, (Smithsonian Folkways Recordings). CD-Compilation bereits erschienener Aufnahmen.
- 2007: Malvina Reynolds, (Omni Recording Corporation). CD-Neuauflage des 1971er Albums mit Bonusmaterial.
- 2008: Malvina Reynolds...Sings the Truth, (Omni Recording Corporation). CD-Neuauflage mit Bonusmaterial.

### Singles
- 1969: Like the Miller Grinds the Wheat / It Isn't Nice, (Cassandra Records).
- 1969: The Albatross / Tungsten, (Cassandra Records).
- 1969: Alcatraz / Let It Be, (Century City Records).
- 1971: Little Boxes / Cement Octopus, (Cassandra Records).
- 1973: Casitas / Little Boxes, (Cassandra Records).
- 1977: The Judge Said / Young Moon, (Cassandra Records).